# Saw X
Saw X is een Amerikaanse horrorfilm uit 2023, geregisseerd door Kevin Greutert. De film is het tiende deel in de Saw-filmreeks, die zowel dient als een direct vervolg op Saw (2004) als een prequel op Saw II (2005). In de film spelen Tobin Bell, Shawnee Smith en Costas Mandylor hun rollen uit de vorige films opnieuw.

## Verhaal
Na de gebeurtenissen in Saw reist de wanhopige seriemoordenaar John Kramer naar Mexico, waar hij via een experimentele en risicovolle medische procedure een geneesmiddel voor zijn kanker hoopt te vinden. Wanneer de behandeling echter fraude blijkt te zijn, betrekt hij de verantwoordelijken bij een van zijn dodelijke spelletjes.

## Rolverdeling
| Acteur              | Personage            |
| ------------------- | -------------------- |
| Tobin Bell          | John Kramer / Jigsaw |
| Shawnee Smith       | Amanda Young         |
| Synnøve Macody Lund | Cecilia Pederson     |
| Steven Brand        | Parker Sears         |
| Renata Vaca         | Gabriela             |
| Joshua Okamoto      | Diego                |
| Octavio Hinojosa    | Mateo                |
| Paulette Hernández  | Valentina            |
| Jorge Briseño       | Carlos               |
| Costas Mandylor     | Mark Hoffman         |
| Michael Beach       | Henry Kessler        |

## Ontvangst
Op Rotten Tomatoes heeft Saw X een waarde van 80% en een gemiddelde score van 6,50/10, gebaseerd op 138 recensies. Op Metacritic heeft de film een gemiddelde score van 60/100, gebaseerd op 24 recensies.